# 米哈伊爾科格爾尼恰努鄉 (康斯坦察縣)
44°22′0″N 28°27′30″E / 44.36667°N 28.45833°E
米哈伊爾-科格爾尼恰努鄉（羅馬尼亞語：Comuna Mihail Kogălniceanu, Constanța），是羅馬尼亞的鄉份，位於該國西南部，由康斯坦察縣負責管轄，面積161平方公里，海拔高度65米，2007年人口10,109，人口密度每平方公里63人。